# Qudsia Begum av Bhopal
Qudsia Begum av Bhopal, född 1801, död 1881, var regerande begum (drottning) av Bhopal i Indien 1819-1837.
Hon var dotter till nawab (kung eller furste) Ghous Mohammad Khan av Bhopal. Hon gifte sig 1817, vid en ålder av sexton år, med Nazar Mohammad Khan, som avled i en olycka 1819, strax före hennes trontillträde. Paret fick en dotter. 
Hennes far avled 1819, och hon blev som nybliven änka med en dotter den första kvinna som besteg Bhopals tron och som regerade i sin egen rätt i strid med islamiska konventioner, och lät dessutom utropa sin tvååriga dotter till sin tronföljare. 
Han regerade i arton år med auktoritet och genomförde reformer inom det administrativa och rättsliga området. Hon visade diplomatiska färdigheter, som säkerställde tillfredsställande förbindelser med Storbritannien. Qudsia Begum demonstrerade offentligt sina militära färdigheter, övertygad om att kvinnors potential var lika med mäns: hon använde vapen med självförtroende och visade sig offentligt på hästryggen eller elefantryggen för att tysta de män som ogillade hennes uppstigning till de högsta nivåerna av makt. Hans samtida blev snart övertygade om att Qudsia var en lämplig person att leda ett land även i krig, och att säkra en instabil ekonomi och att tillgodose Bhopalis välfärd.
1837 beslutade Qudsia att abdikera till förmån för sin enda dotter Sikandar och svärson Jahangir Mohammad Khan. Hon fortsatte att påverka det offentliga livet i furstendömet även under sitt barnbarn Shah Jahans regeringstid. Begumen bidrog med en stor summa till byggandet av järnvägarna i Bhopal, 1868, byggda av den skotske ingenjören David Cook. Det utgjorde också grunden för vattensystemen och rörledningarna.
1877 bjöds hon in till hovet i Delhi, som leddes av vicekungen Lord Robert Bulwer-Lytton, till en officiell ceremoni där drottning Victoria officiellt erbjöds titeln kejsarinna av Indien.